# Jouy-le-Moutier
Jouy-le-Moutier is een gemeente in het Franse departement Val-d'Oise (regio Île-de-France) en telt 17.804 inwoners (1999). De plaats maakt deel uit van het arrondissement Pontoise en is een van gemeenten van de nieuwe stad Cergy-Pontoise.

## Geografie
De oppervlakte van Jouy-le-Moutier bedraagt 6,9 km², de bevolkingsdichtheid is 2580,3 inwoners per km².
De onderstaande kaart toont de ligging van Jouy-le-Moutier met de belangrijkste infrastructuur en aangrenzende gemeenten.

## Demografie
Onderstaande figuur toont het verloop van het inwonertal (bron: INSEE-tellingen).